# Flauta de champán

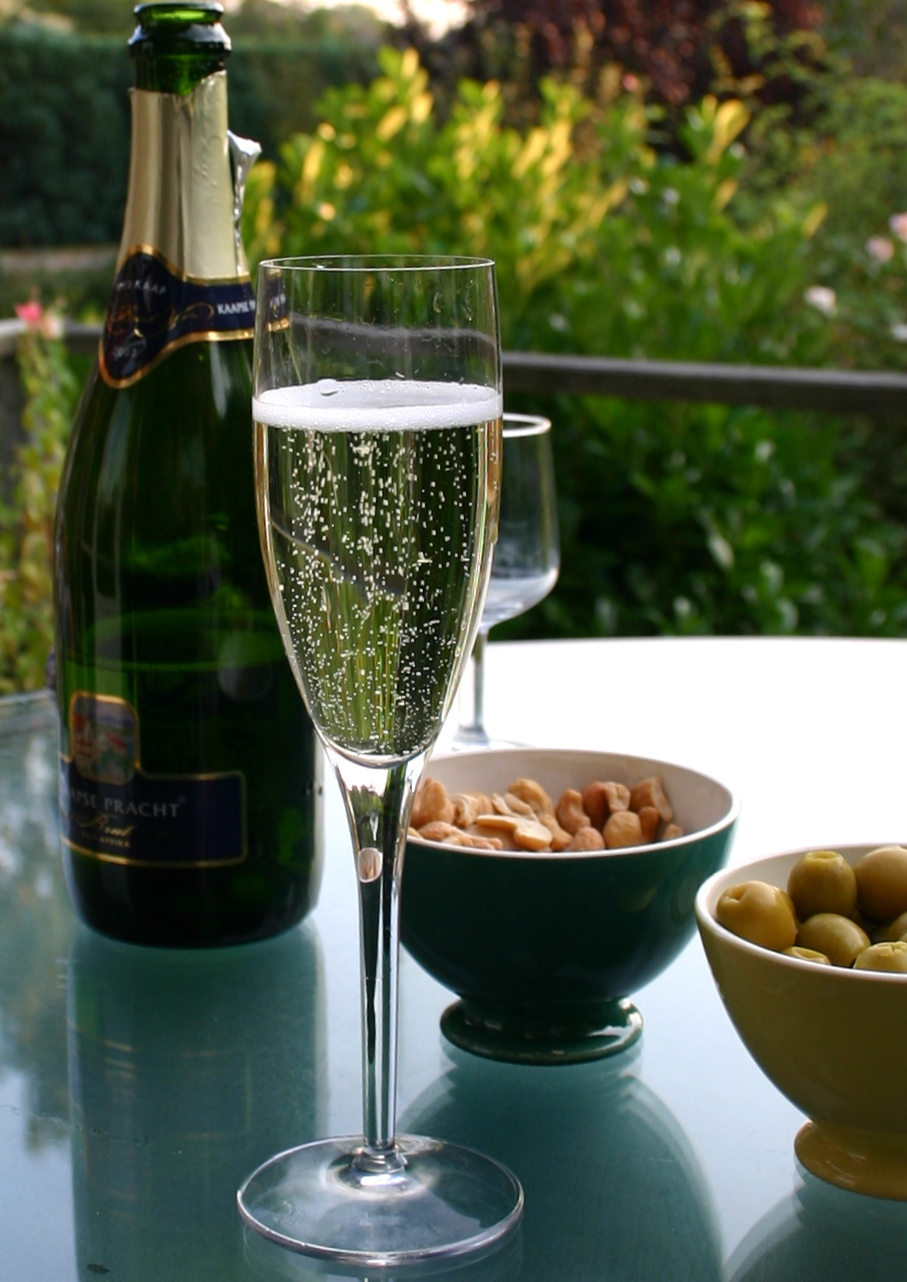
Copa de flauta.

La copa de flauta es una copa estrecha y alta para el consumo de vinos espumosos. Su forma evita la pérdida del ácido carbónico disuelto en la bebida, con una capacidad aproximada de 150 ml (5 onzas). Típicamente se usa para los brindis en las celebraciones.